# Dylan Kennett
Dylan Kennett (* 8. Dezember 1994 in Christchurch) ist ein ehemaliger neuseeländischer Radrennfahrer auf Bahn und Straße.

## Sportliche Laufbahn
2010 startete Dylan Kennett bei den neuseeländischen Bahnmeisterschaften in der Kategorie U17 in sechs verschiedenen Disziplinen und gewann fünf Goldmedaillen. Außerdem stellte er über 500 Meter einen neuen nationalen Rekord in seiner Altersklasse auf. Im Jahr darauf errang er in der Klasse U19 viermal Gold, zweimal Silber und einmal Bronze. 2011 belegte Kennett bei den UCI-Bahn-Weltmeisterschaften der Junioren 2011 in Moskau jeweils den dritten Platz im Omnium sowie in der Mannschaftsverfolgung, gemeinsam mit Scott Creighton, Alex Frame und Fraser Gough. Im Jahr darauf stand er bei den Junioren-Bahnweltmeisterschaften in Invercargill vier verschiedenen Disziplinen auf dem Podium: in der Einerverfolgung, im 1000-Meter-Zeitfahren und in der Mannschaftsverfolgung (mit Liam Aitcheson, Hayden McCormick und Hamish Schreurs) wurde er jeweils Zweiter, im Zweier-Mannschaftsfahren mit McCormick Dritter.
Im November 2012 startete Kennett erstmals international in der Elite und belegte beim Lauf des Bahnrad-Weltcups in Glasgow den vierten Platz in der Einerverfolgung. Im Juli 2013 gewann er mit Shane Archbold das Sechstagerennen in Fiorenzuola d’Arda und wurde neuseeländischer Meister in der Mannschaftsverfolgung, mit Archbold, Marc Ryan und Andy Van der Heyden. Darüber hinaus wurde er zweifacher Ozeanienmeister, im Scratch sowie in der Mannschaftsverfolgung (mit Pieter Bulling, Aaron Gate und Marc Ryan).
2016 wurde Dylan Kennett für die Teilnahme an den Olympischen Spielen in Rio de Janeiro nominiert, wo er im Omnium Rang acht belegte. Beim irische Rennen An Post Rás verbrachte er zwei Tage im Führungstrikot der Nachwuchswertung. Im Jahr darauf wurde er in der Einerverfolgung erneut Ozeanienmeister und wurde zudem fünffacher neuseeländischer Meister. Bei den UCI-Bahn-Weltmeisterschaften 2017 in Hongkong wurde er gemeinsam mit Regan Gough, Pieter Bulling und Nick Kergozou Vize-Weltmeister in der Mannschaftsverfolgung.
2019 entschied Kennett die Tour of Taihu Lake für sich. 2020 gewann er eine Etappe und die Punktewertung der New Zealand Cycle Classic und wurde Dritter der nationalen Meisterschaft im Einzelzeitfahren. Im Jahr darauf beendete er seine aktive Radsportlaufbahn.

## Ehrungen
2011 wurde Dylan Kennett mit dem Levin Award für den besten Fahrer seiner Altersklasse bei den neuseeländischen Bahn-Meisterschaften ausgezeichnet. Im Februar 2012 wurde er zum Junior Track Rider of the Year von Neuseeland gewählt.

## Erfolge

### Bahn
2011
- Junioren-Weltmeisterschaft – Omnium, Mannschaftsverfolgung (mit Scott Creighton, Alex Frame und Fraser Gough)

2012
- Junioren-Weltmeisterschaft – Einerverfolgung, 1000-Meter-Zeitfahren, Mannschaftsverfolgung (mit Hamish Schreurs, Hayden McCormick und Liam Aitcheson)
- Junioren-Weltmeisterschaft – Zweier-Mannschaftsfahren (mit Hayden McCormick)

2013
- Ozeanienmeister – Scratch, Mannschaftsverfolgung (mit Pieter Bulling, Aaron Gate und Marc Ryan)
- Ozeanienmeisterschaft – Omnium
- Neuseeländischer Meister – Mannschaftsverfolgung (mit Shane Archbold, Marc Ryan und Andy Van der Heyden)

2014
- Weltmeisterschaft – Mannschaftsverfolgung (mit Aaron Gate, Pieter Bulling und Marc Ryan)
- Neuseeländischer Meister – Einerverfolgung

2015
- Weltmeister – Mannschaftsverfolgung (mit Pieter Bulling, Alex Frame und Marc Ryan)
- Neuseeländischer Meister – Einerverfolgung

2017
- Weltmeisterschaft – Mannschaftsverfolgung (mit Regan Gough,  Pieter Bulling und Nick Kergozou)
- Commonwealth Games – Einerverfolgung
- Ozeanienmeister – Einerverfolgung
- Neuseeländischer Meister – Einerverfolgung, Punktefahren, Scratch, Omnium, Zweier-Mannschaftsfahren (mit Campbell Stewart)

2019
- Neuseeländischer Meister – Scratch

### Straße
2018
- eine Etappe und Prolog Tour of Taihu Lake

2019
- Gesamtwertung, Punktewertung und eine Etappe Tour of Taihu Lake

2020
- eine Etappe und Punktewertung New Zealand Cycle Classic